# Grande Mosquée de Koufa
La Grande Mosquée de Koufa (مسجد الكوفة المعظم en arabe) ou mosquée Al-Azam se situe à Koufa, en Irak. La mosquée a été construite au VIIe siècle est aussi l’une des premières mosquées au monde après la mosquée Al-Haram à la Mecque.

## Significations
La mosquée est vénérée pour de nombreuses raisons :
- D'après la croyance chiite, l’arche de Noé a été construite à cette place, l'endroit précis où l’eau submergea la terre et a été résorbé par la suite.
- La tombe de Moslim ibn Aghil, de Hani ibn Ourwah (en) et Moukhtar ath-Thaqafi[1] se trouve à cet endroit.
- Plusieurs marques dans la mosquée indiquent les endroits où l'imam Ali a eu ses discours rhétoriques.
- La Grande Mosquée de Koufa permet aux pèlerins chiites de faire la prière normale.

## Rénovation
Mohammed Barhanuddin et le 52e Dai al-Mutlaq (en) ont entrepris la rénovation et elle a été achevée en 2010.
Le sol entièrement construit en marbre, l’intérieur de la mosquée décorée de versets coraniques avec de la tuile d’or importée de la Grèce avec une calligraphie arabe, ces tuiles sont également trouvées à Kabatullah à la Mecque. Tout autour de la mosquée et couverts de tapis importés d’Iran.
La Qibla où l’imam Ali fut martyrisé et faite d’or, d’argent, de rubis et de diamants.